# Michele Caballone
Michele Caballone (né à Naples, alors capitale du royaume de Naples, en 1692 et mort dans la même ville le 19 janvier 1740) est un compositeur italien.

## Source
- (it) Cet article est partiellement ou en totalité issu de l’article de Wikipédia en italien intitulé « Michele Caballone » (voir la liste des auteurs).